# Cryptoelphidiella
Cryptoelphidiella es un género de foraminífero bentónico considerado un sinónimo posterior de Elphidiella de la subfamilia Elphidiinae, de la familia Elphidiidae, de la superfamilia Rotalioidea, del suborden Rotaliina y del orden Rotaliida. Su especie tipo era Cryptoelphidiella itriaensis. Su rango cronoestratigráfico abarcaba el Holoceno.

## Clasificación
Cryptoelphidiella incluía a la siguiente especie:
- Cryptoelphidiella itriaensis